# Muhammad Hamza al-Zubaydi
Muhammad Hamza al-Zubaydi (Iraq, 1938 – Iraq, 2 dicembre 2005) è stato un politico iracheno, Primo ministro dell'Iraq dal 1991 al 1993, era presente nelle Carte da gioco Most-wanted iraqi la lista stilata dagli statunitensi dopo l'invasione dell'Iraq nel 2003 per rintracciare i responsabili di crimini e uccisioni in Iraq, per via del suo ruolo nella repressione delle Rivolte in Iraq del 1991, in questo periodo era apparso nella televisione irachena mentre picchiava e prendeva a calci dei prigionieri.

## Biografia
al-Zubaydi giocò un ruolo di primo piano nella repressione delle rivolte multi-etniche sciite esplose in Iraq nel 1991 all'indomani della Guerra del Golfo. Dopo questo episodio divenne primo ministro dell'Iraq nel settembre del 1991 e mantenne tale carica per i due anni successivi, fino a che fu rimpiazzato da Aḥmad Ḥusayn Khudayir al-Sāmarrāʾī nel settembre del 1993. 
Era un membro del Consiglio del Comando della Rivoluzione iracheno e comandante del distretto militare dell'eufrate centrale. Era la regina di picche nelle Carte da gioco Most-wanted iraqi stilate dalle forze armate statunitensi durante la Guerra in Iraq, dopo la deposizione del regime di Saddam Hussein, fu catturato il 20 aprile 2003 vicino alla piccola città di Mahaweei. 
Rimase in custodia degli statunitensi fino alla sua morte per cause naturali in un ospedale militare il 2 dicembre del 2005. Quello stesso giorno un portavoce statunitense rivelò che qualcuno era morto in un ospedale militare ma senza citare il suo nome. Due giorni dopo, il fratellastro di Saddam Hussein, Barzan Ibrahim al-Tikriti, annunciò durante il suo processo che al-Zubaydi era morto durante il suo processo. Lamentandosi del fatto che sia lui che al-Zubaydi soffrivano di cancro e che non voleva fare egli la stessa fine, secondo lui, causata da poveri trattamenti medici.